# Condado de Polk (Oregón)
El condado de Polk es un condado del estado de Oregón, Estados Unidos. Tiene una población estimada, a mediados de 2023, de 89 805 habitantes.
La sede del condado es Dallas, mientras que su mayor ciudad es la zona de Salem incluida en su territorio.
Tiene una superficie de 1927 km² (de los cuales 8 km² están cubiertos por agua).
Fue fundado en 1845.

## Geografía

### Condados adyacentes
- Condado de Tillamook (noroeste)
- Condado de Yamhill (norte)
- Condado de Marion (este)
- Condado de Benton (sur)
- Condado de Linn (sureste)
- Condado de Lincoln (oeste)

## Demografía

### Censo de 2020
Según el censo de 2020, en ese momento el condado tenía una población de 87 433 habitantes. La densidad de población era de 46 hab/km². El 78.1% de los habitantes eran blancos, el 0.8% eran afroamericanos, el 2.2% eran amerindios, el 2.0% eran asiáticos, el 0.4% eran isleños del Pacífico, el 5.8% eran de otras razas y el 10.7% eran de una mezcla de razas. Del total de la población, el 14.6% eran hispanos o latinos de cualquier raza.

### Estimación 2018-2022
De acuerdo con la estimación 2018-2022 de la Oficina del Censo, los ingresos medios de los hogares del condado son de $77,368 y los ingresos medios de las familias son de $85,005. Los ingresos per cápita en los últimos doce meses, medidos en dólares de 2022, son de $38,920. Alrededor del 15.4% de la población está por debajo de la línea de pobreza, entre ellos el 19.3% de los menores de 18 años y el 14.6% de quienes tienen 65 años o más.

## Comunidades

### Ciudades
- Dallas
- Falls City
- Independence
- Monmouth
- Salem (en parte)
- Willamina (en parte)

### Lugares designados por el censo (census-designated places,CDP)
- Eola
- Fort Hill
- Grand Ronde
- Rickreall